# Urban Bioscope
Urban Bioscope, auch bekannt als Warwick Bioscope, war ein Filmprojektor und eine Filmkamera, die 1897 von Walter Isaacs und Charles Urban für die Warwick Trading Company entwickelt wurde. Der Projektor benutzte einen 35-mm-Film und einen Schlägermechanismus als Antrieb, der auf den Patenten von Georges Démény beruhte. Ältere Modelle besaßen eine „Spulenbank“-Erweiterung (spoolbank), die es ermöglichte sehr kurze Filme wiederholt abzuspielen. Spätere Modelle wurden für Warwick von der Prestwich Company hergestellt und in ganz Europa verkauft. Nachdem Urban 1903 die Warwick Trading verließ und seine eigene Firma, die Charles Urban Trading Company, gründete, vermarktete er eine eigene Version, die Urban Bioscope.